# Marian Zając (lotnik)
Marian Zając (ur. 23 maja 1920 w Czarnym Dunajcu  lub w Jaworznie, zm. 16 kwietnia 1945 nad Oceanem Atlantyckim) – polski narciarz, mistrz Polski w narciarstwie alpejskim, lotnik, porucznik nawigator w Polskich Siłach Zbrojnych na Zachodzie, kawaler Krzyża Srebrnego Orderu Wojennego Virtuti Militari.

## Życiorys
Był synem Karola i Marii, z d. Łaś, uczniem Gimnazjum im. Oswalda Balzera w Zakopanem. W czasie nauki szkolnej został zawodnikiem Harcerskiego Klubu Narciarskiego. Na międzynarodowych mistrzostwach Polski w narciarstwie alpejskim w 1938 zajął 3. miejsce w slalomie (jako najlepszy z Polaków), 3. miejsce w zjeździe (jako drugi z Polaków, drugie miejsce zajął jego brat, Karol Zając) i 2. miejsce w kombinacji alpejskiej (jako najlepszy z Polaków), na mistrzostwach Polski w 1938 w skokach narciarskich wywalczył srebrny medal. Na mistrzostwach Polski w narciarstwie alpejskim w 1939 zwyciężył w slalomie, był trzeci w zjeździe i zwyciężył w kombinacji alpejskiej.
Reprezentował Polskę na mistrzostwach świata w narciarstwie alpejskim w 1939, zajmując 32. miejsce w zjeździe, 16. miejsce w slalomie i 22. miejsce w kombinacji alpejskiej.
W 1939 został przyjęty do Szkoły Podchorążych Lotnictwa w Dęblinie. Po wybuchu II wojny światowej powrócił do Zakopanego. 31 grudnia 1939 przedostał się przez niemiecką granicę na Węgry (towarzyszył mu m.in. Tadeusz Schiele), następnie przez Jugosławię i Francję dotarł do Wielkiej Brytanii. Wstąpił do Polskich Sił Powietrznych, otrzymał numer służbowy RAF P-2092. Tam ukończył szkolenie radiooperatorów i nawigatorów w 4. Grupie Bombowej. W lipcu 1941 został skierowany na szkolenie bojowe w 18. Operational Training Unit. Od listopada 1941 służył w stopniu kaprala w 305 dywizjonie bombowym Ziemi Wielkopolskiej im. Marszałka Józefa Piłsudskiego. Do kwietnia 1942 wykonał 24 loty bojowe. 10 kwietnia 1942 jego samolot został zestrzelony i wodował. Uratował wówczas trzech swoich kolegów, których przeniósł na tratwę ratunkową i opiekował się nimi do czasu odratowania. Za czyn ten został w 1942 odznaczony Orderem Virtuti Militari V klasy (osobiście dekorował go gen. Władysław Sikorski).
W styczniu 1943 został promowany na stopień podporucznika i skierowany jako instruktor w do 18. Operational Training Unit. Następnie powrócił do lotów bojowych, w październiku 1943 jego samolot został kolejny raz zestrzelony i wodował. Umieścił ciężko rannego pilota w dinghy, sam płynął obok do nadejścia pomocy. Jesienią 1944 został awansowany do stopnia porucznika. Został przeniesiony do 45. Grupy Transportowej stacjonującej w Dorval. 16 kwietnia 1945 zginął w czasie lotu z Kanady do Wielkiej Brytanii, razem z pilotem, por. Jerzym Wielondkiem. Ich samolot spadł do oceanu ok. 160 mil od wybrzeży Szkocji.

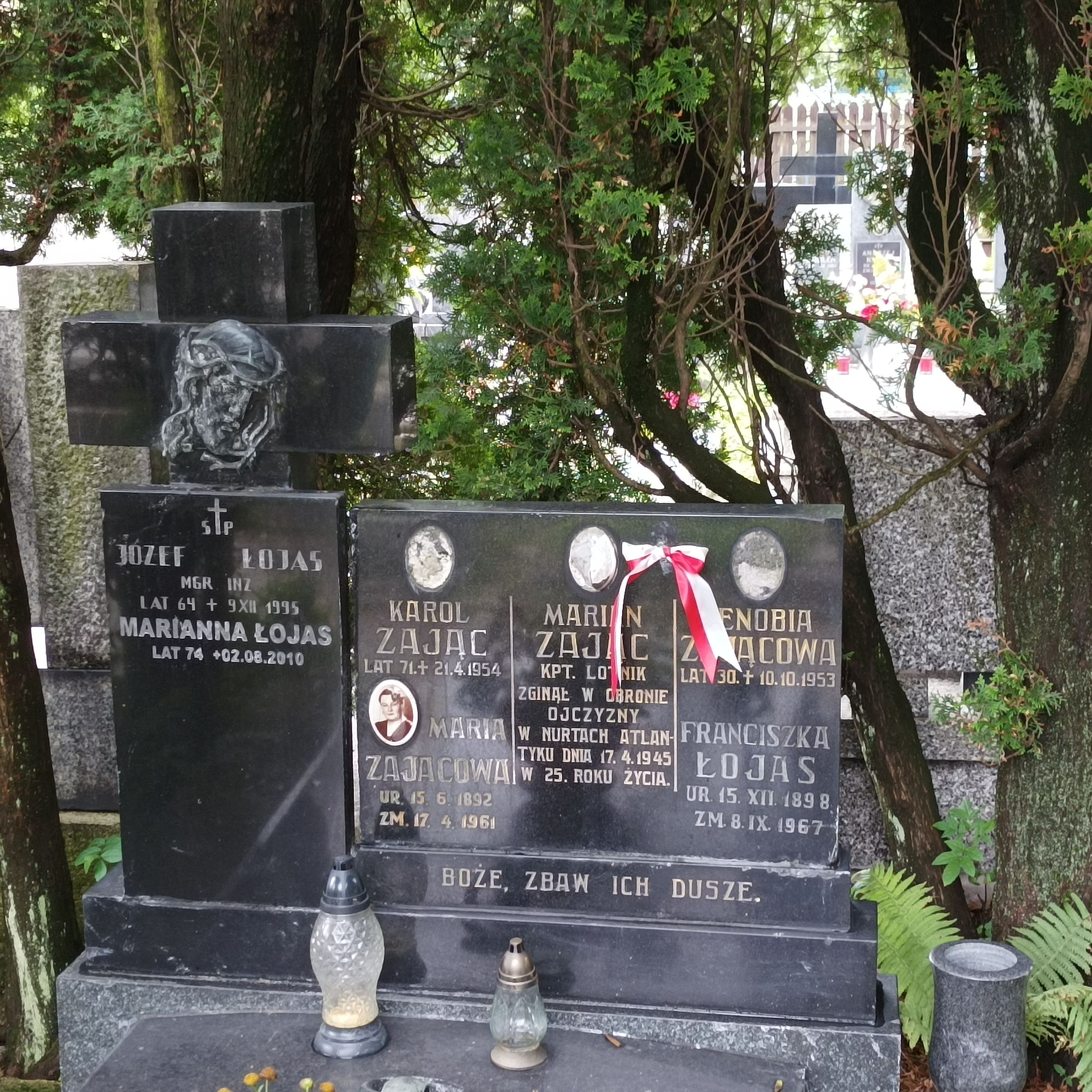
Grób symboliczny Mariana Zająca na Nowym Cmentarzu w Zakopanem (kwatera F2)

Jego bratem był Karol Zając.

## Ordery i odznaczenia
- Krzyż Srebrny Orderu Virtuti Militari nr 9636[1]
- Krzyż Walecznych – (czterokrotnie)[12]
- Distinguished Flying Medal[1]
- Medal Lotniczy – (dwukrotnie)[12]